# Cincizeci de umbre ale lui Grey

Coperta cărții ”Cincizeci de umbre ale lui Grey” (versiunea originală în engleză)

Cincizeci de umbre ale lui Grey    (în engleză Fifty Shades of Grey)  este un roman de dragoste și erotism apărut în 2011, scris de E. L. James. Este primul volum din trilogia Cincizeci de umbre care prezintă povestea dintre tânăra absolventă Anastasia Steel și tânărul om de afaceri Christian Grey. 
Este remarcat pentru scenele erotice explicite în combinație cu elementele practicii sexuale care implică robie/disciplină, dominare/supunere și sadism masochism. Inițial autoarea a publicat-o ca o carte electronică, dar succesul cărții în format electronic a determinat tipărirea ei (drepturile de publicare fiind obținute de către editura Vintage Books în martie 2012), iar vânzările au depășit și cele mai optimiste așteptări. Al doilea și al treilea volum din serie, Cincizeci de umbre întunecate și Cincizeci de umbre descătușate au fost publicate în 2012. 
Cincizeci de umbre ale lui Grey a fost în topul vânzărilor peste tot în lume, inclusiv în Regatul Unit și Statele Unite. Seria a fost vândută în peste 100 de milioane de copii în întreaga lume, tradusă în 52 de limbi și a atins recordul de cel mai rapid volum vândut din toate timpurile.
Criticile la adresa cărții au fost împărțite, în unele dintre acestea calitatea prozei fiind considerată slabă. Universal Pictures și Focus Features plănuiesc un film adaptat după carte, ce este programat pentru lansare pe 13 februarie 2015.
A fost tradus și în limba română. Traducerea  în limba română este disponibilă (parțial) și online.

## Media

### Adaptare de film
O adaptare cinematografică omonimă a cărții a fost produsă de Universal Pictures, Focus Features, Michael De Luca Productions și Trigger Street Productions, fiind lansată pe 13 februarie 2015. Universal este, de asemenea, distribuitorul filmului. Jamie Dornan a jucat în rolul lui Christian Grey, iar Dakota Johnson în rolul Anastasiei Steele.

### Album clasic
Un album de melodii selectate de către E. L. James a fost lansat pe 11 septembrie 2012 de către EMI Classics, sub titlul Fifty Shades of Grey: the classical Album, și a fost pe locul patru în topurile Billboard de albume de muzică clasică, în octombrie 2012. Un referent de la Seattle PI a scris favorabil că albumul ar fi preferat atât de fanii seriei cât și de „cei care nu au intenția de a citi oricare dintre Umbrele lui Grey”.

### Parodii
Trilogia Cincizeci de umbre a inspirat mai multe parodii tipărite, on-line și pe scenă. Amazon.com listează peste cincizeci de parodii ale cărții, de la Fifty Shames of Earl Grey de Fanny Merkin (pseudonimul lui Andrew Shaffer) la Fifty Shades of Oy Vey  de E.L. Jamesbergstein. Parodiind originile fan-fiction ale romanului original Cincizeci de umbre ale lui Grey, studenții Ivy League MBA au creat Erotic FinFiction, un blog care conține postări scrise ironic în jargonul de business. Numeroase  Internet meme conțin versiuni comice ale coperții cărții Cincizeci de umbre ale lui Grey. Printre producțiile de teatru cu tentă de parodie se numără Spank! The Fifty Shades Parody și Cuff Me: The Fifty Shades of Grey Musical Parody.